# ان‌جی‌سی ۶۲۸۷
ان‌جی‌سی ۶۲۸۷ (انگلیسی: NGC 6287) نام یک کهکشان است.